# Şeyhkoyun, Havza
Şeyhkoyun là một xã thuộc huyện Havza, tỉnh Samsun, Thổ Nhĩ Kỳ. Dân số thời điểm năm 2010 là 255 người.